# Car Radio
"Car Radio" to szósty i ostatni singiel amerykańskiego duetu muzycznego Twenty One Pilots z albumu Vessel (2013), wydany 18 marca 2014 roku przez Fueled by Ramen. Piosenka została napisana przez Tylera Josepha.

## O utworze
Utwór rozpoczyna się jako ballada rap rockowa by po wejściu syntezatorów przerodzić się w rock elektroniczny i indietronice. W utworze najbardziej charakterystyczne są pojedyncze partie dźwięków gitary elektrycznej, które zostały "zmutowane" i wykorzystane do nagrania utworu. Utwór też został nagrany i wydany w innej wersji na albumie Regional at Best (2011).

## Teledysk
Większość teledysku ukazuje Tylera Josepha przebywającego w łazience i śpiewającego większość utworu w tym pomieszczeniu. Przed wykonywaniem drugiej zwrotki przez niego, zaczyna sobie wycinać włosy maszynką do włosów. Wykonując większą część utworu w łazience, Tyler czuł się bardzo zaniepokojony, smutny i przygnębiony. Opuszczając łazienkę, Joseph nałożył kominiarkę "gangsterską" i przyszedł z nią na głowie prosto pod scenę, gdzie ukazany był Josh Dun grający na perkusji. Joseph ostatecznie stanął wśród tłumu widowni, gdzie podskoczył razem z nią. Następnie Joseph opuścił ją i przybył prosto pod scenę, gdzie prawie dokończył wykonanie utworu z Joshem. Pod koniec utworu, Tyler został sam na scenie, gdzie ściągnął kominiarkę i ukazały się jego wszystkie włosy, i w takiej postaci dokończył on wykonanie utworu do teledysku.

## Lista utworów
- Car Radio - 4:27

## Twórcy utworu

### Twenty One Pilots
- Tyler Joseph – wokal, pianino, syntezatory, gitara elektryczna, gitara basowa, programowanie
- Josh Dun – perkusja, instrumenty perkusyjne

### Pozostali twórcy
- Greg Wells - syntezatory, programowanie